# 东直门站
东直门站是一个位于中国北京市东城区北新桥街道与东直门街道交界东二环路、东直门内大街、东直门外大街、东直门南大街、东直门北大街交叉口东直门桥下方，属于北京地铁2号线、13号线与首都机场线的地铁换乘站。由于运价规则不同，在本站由2/13号线换乘首都机场线需出闸后前往首都机场线站厅入闸。本站是北京地铁成为第一座三线换乘站，同时亦是13号线拆解前唯一一座地下车站。

## 位置
这个站位于东二环东直门桥，即东直门外大街、东直门内大街、东直门南大街、东直门北大街交汇处。北接首都机场高速公路。

## 车站结构
本站地下一层为车站大厅，地下二层为2号线及13号线月台，地下三层为首都机场线月台，除2号线使用岛式站台，其余两线均采用侧式站台。

### 车站楼层
| 地面层                           | 出入口                         | A · B · C · D · E · H · G                                                                                        |
| 地下一层 13号线站厅层            | 站厅                           | 客务中心、自动售票机、公交换乘厅客务中心、自动售票机、公交换乘厅、 · /地下通道、售检票区、首都机场线自助值机设备 |
| 地下二层 13号线站台层            | 侧式站台，右側開门             | 侧式站台，右側開门                                                                                               |
| 地下二层 13号线站台层            | 13号线往西直门（柳芳）         | |
| 地下二层 13号线站台层            | 13号线终点站 落客站台          | |
| 地下二层 13号线站台层            | 侧式站台，右側開门             | |
| 地下二层 2号线/ 首都机场线站厅层 | 站厅、换乘厅                   | 2，13号线与首都机场线站厅非付费区之间的连接通道 2号线客务中心、自动售票机 首都机场线客务中心、自动售票机         |
| 地下三层 2号线站台层             |                                | 2号线外环（雍和宫）                                                                                              |
| 地下三层 2号线站台层             | 岛式站台，左側開门             | |
| 地下三层 2号线站台层             | 2号线内环（东四十条）          | |
| 地下四层 首都机场线站台层        | 侧式站台，右側開门             | 侧式站台，右側開门                                                                                               |
| 地下四层 首都机场线站台层        | 首都机场线往北新桥（終點站）   | |
| 地下四层 首都机场线站台层        | 首都机场线往首都机场（三元桥） | |
| 地下四层 首都机场线站台层        | 侧式站台，右側開门             | |

### 站厅及换乘
2号线东直门站在南北两侧各设一个端厅，这两个端厅的东侧均有通往地下二层换乘厅的接口。2号线换乘13号线需经由此换乘厅至13号线落客站台，再上行至13号线站厅，然后下行至13号线上客站台，而13号线换乘2号线只需从落客站台直接进入换乘厅（而不需上楼至13号线站厅）。2号线换乘首都机场线则只需经由此换乘厅进入首都机场线下层站厅，反之亦然。
13号线站厅位于东直门交通枢纽地下一层，付费区总体呈L型，与首都机场线上层站厅和通往枢纽内部的H出入口相连。
首都机场线设有两个叠落式站厅，其中地下一层站厅直接接入E出入口，并设有通往13号线站厅的通道；地下二层站厅则与换乘厅相接。由首都机场线换乘13号线需从地下一层站厅进入13号线站厅，再下行至13号线上客站台，13号线换乘首都机场线则需从落客站台步行至换乘厅，再前往平层设置的首都机场线下层站厅。

### 站台配置
2号线东直门站设有一座岛式站台，位于东二环地底。13号线东直门站设2座侧式站台，位于东直门北大街东侧地底。首都机场线东直门站在东直门枢纽地底设2座侧式站台，站台侧壁印有风筝图案，2020年又在原有墙面装饰的基础上增加了天坛、鸟巢等地标性建筑元素。13号线月台南端设有交叉渡线，供13号线列车进行折返；首都机场线月台东端设有渡线，曾在2021年12月31日前供首都机场线列车进行站前折返使用。

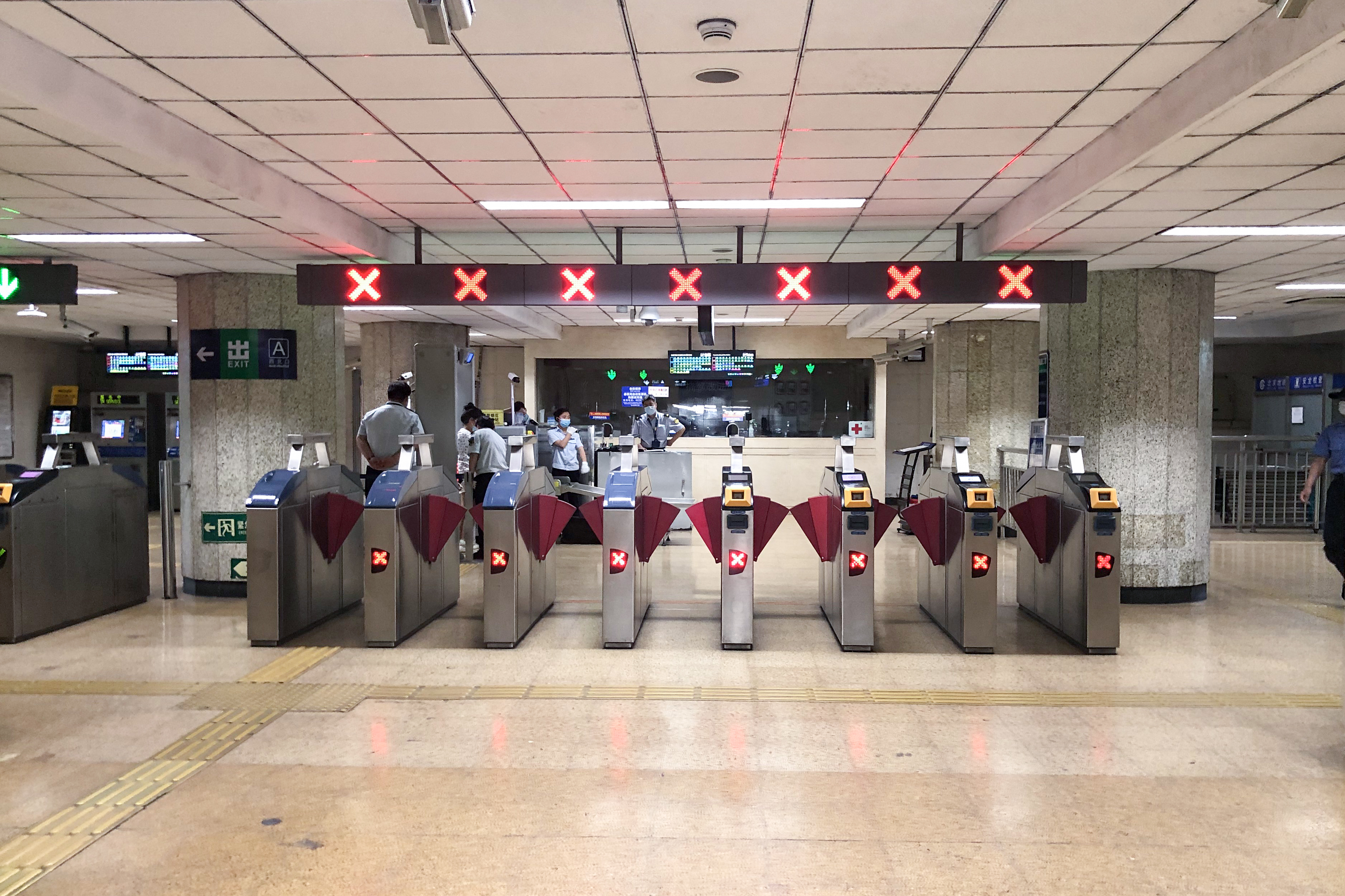
2号线东直门站北站厅（2021年6月摄）
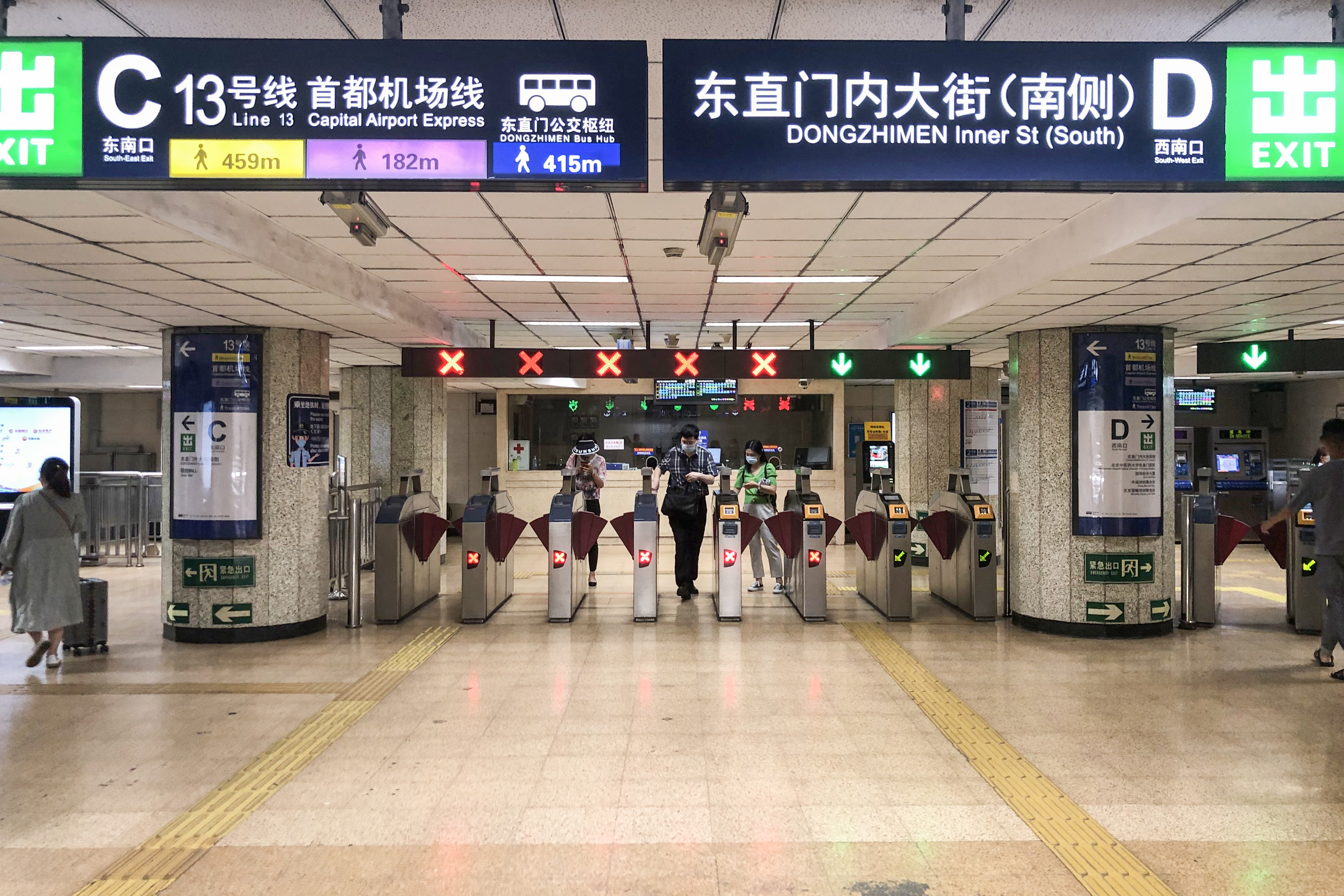
2号线东直门站南站厅（2021年6月摄）
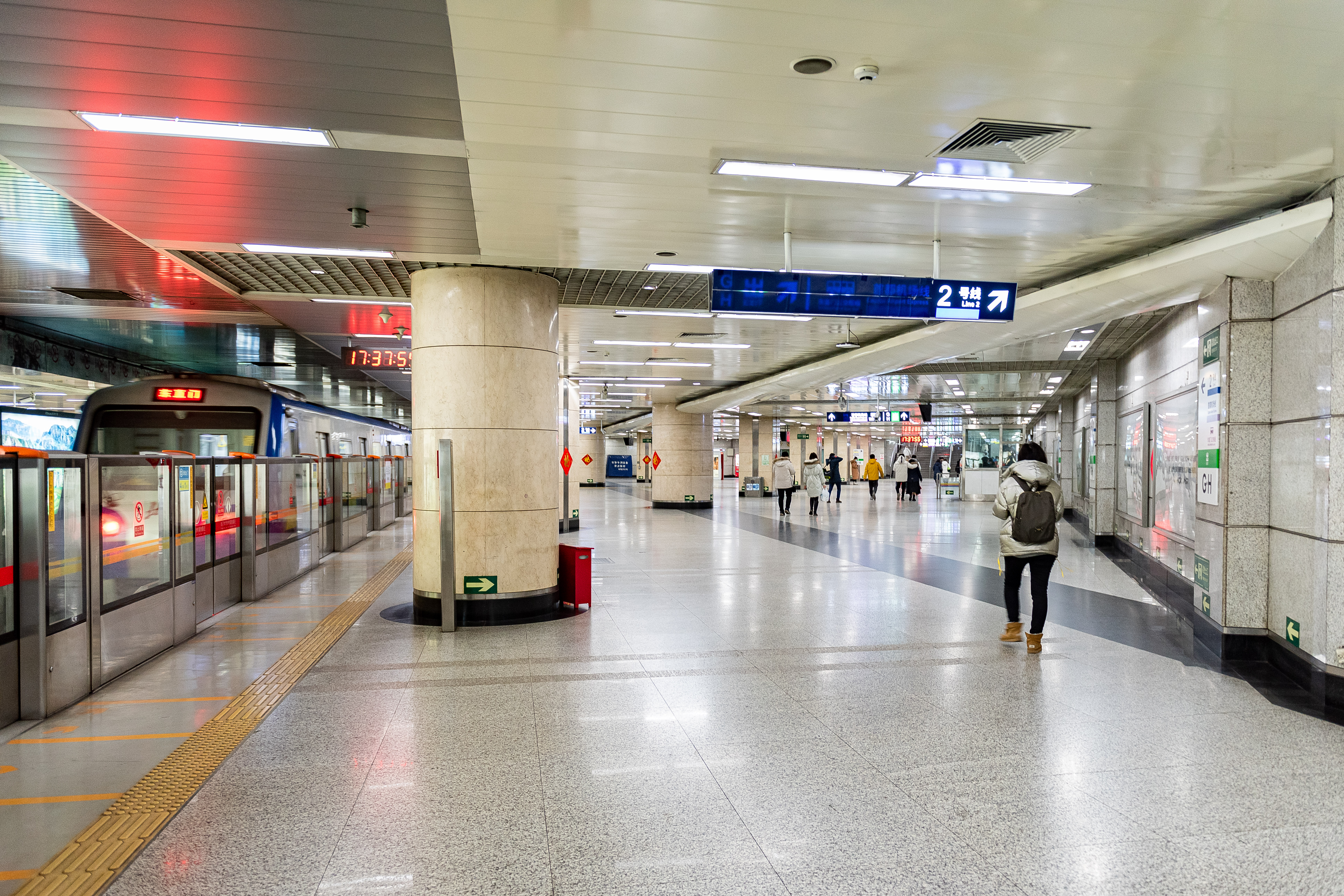
13号线东直门站下客站台（2021年2月摄）
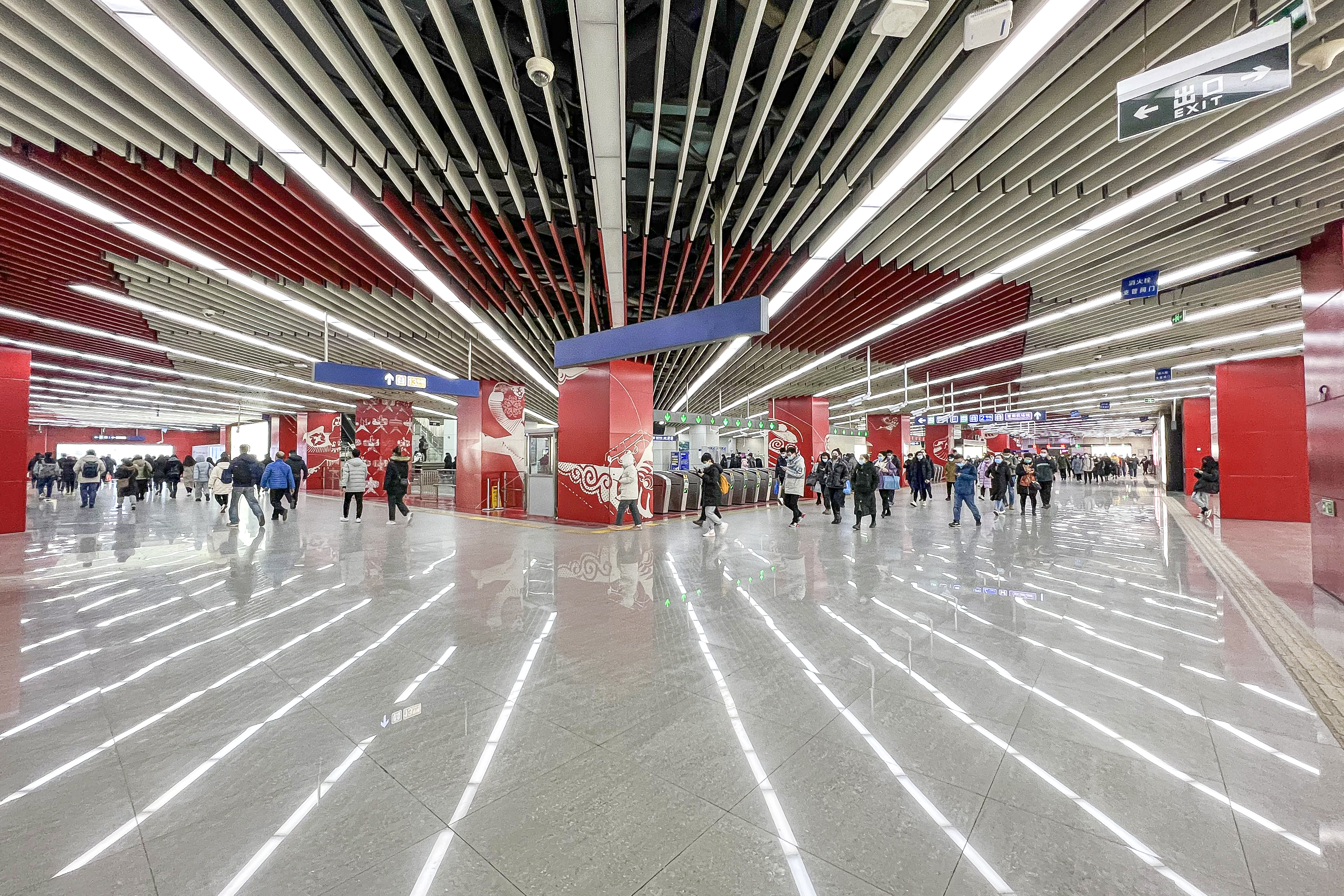
13号线东直门站L型站厅（2021年12月摄）
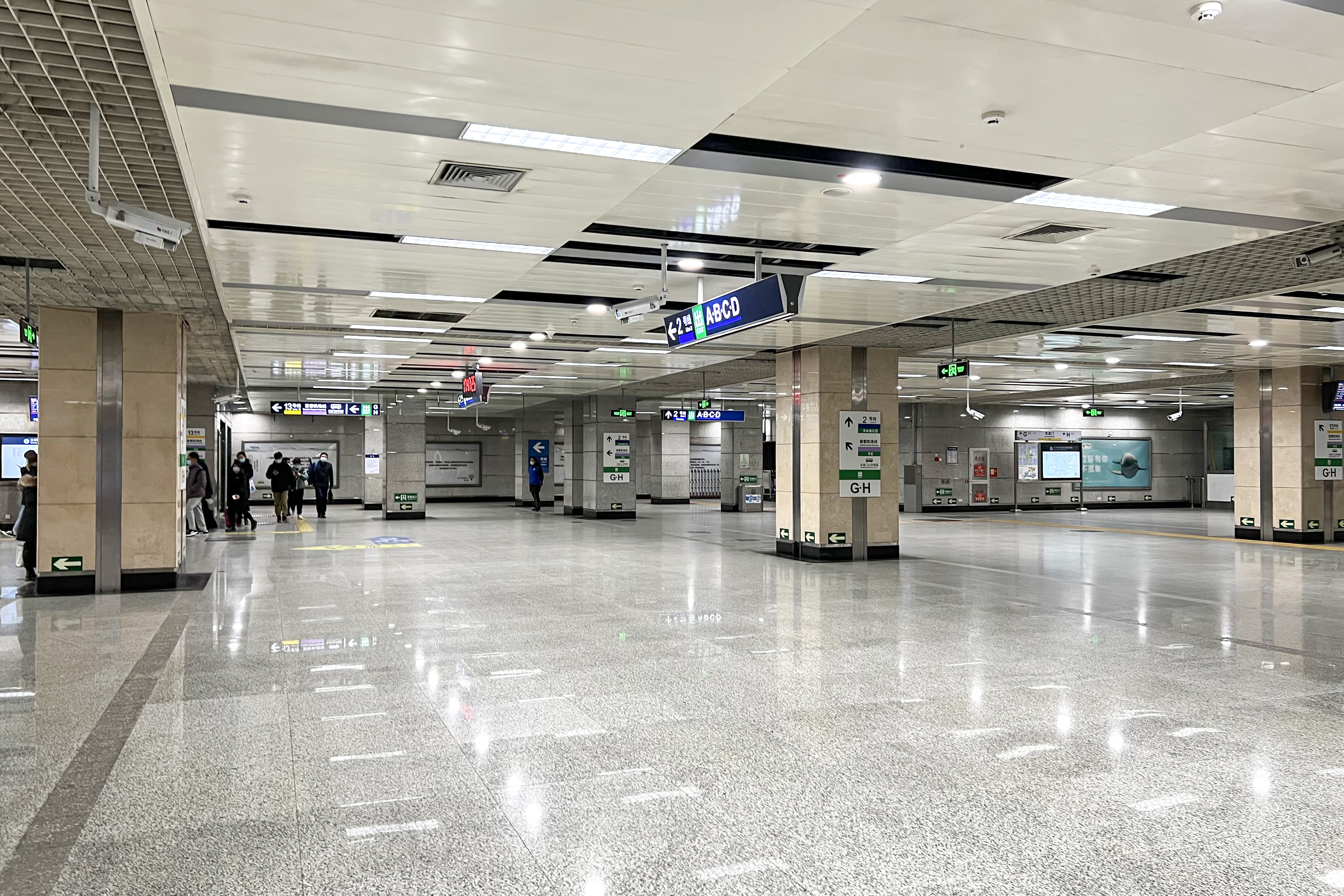
13号线落客站台延伸至2号线换乘通道口的部分（2021年12月摄）
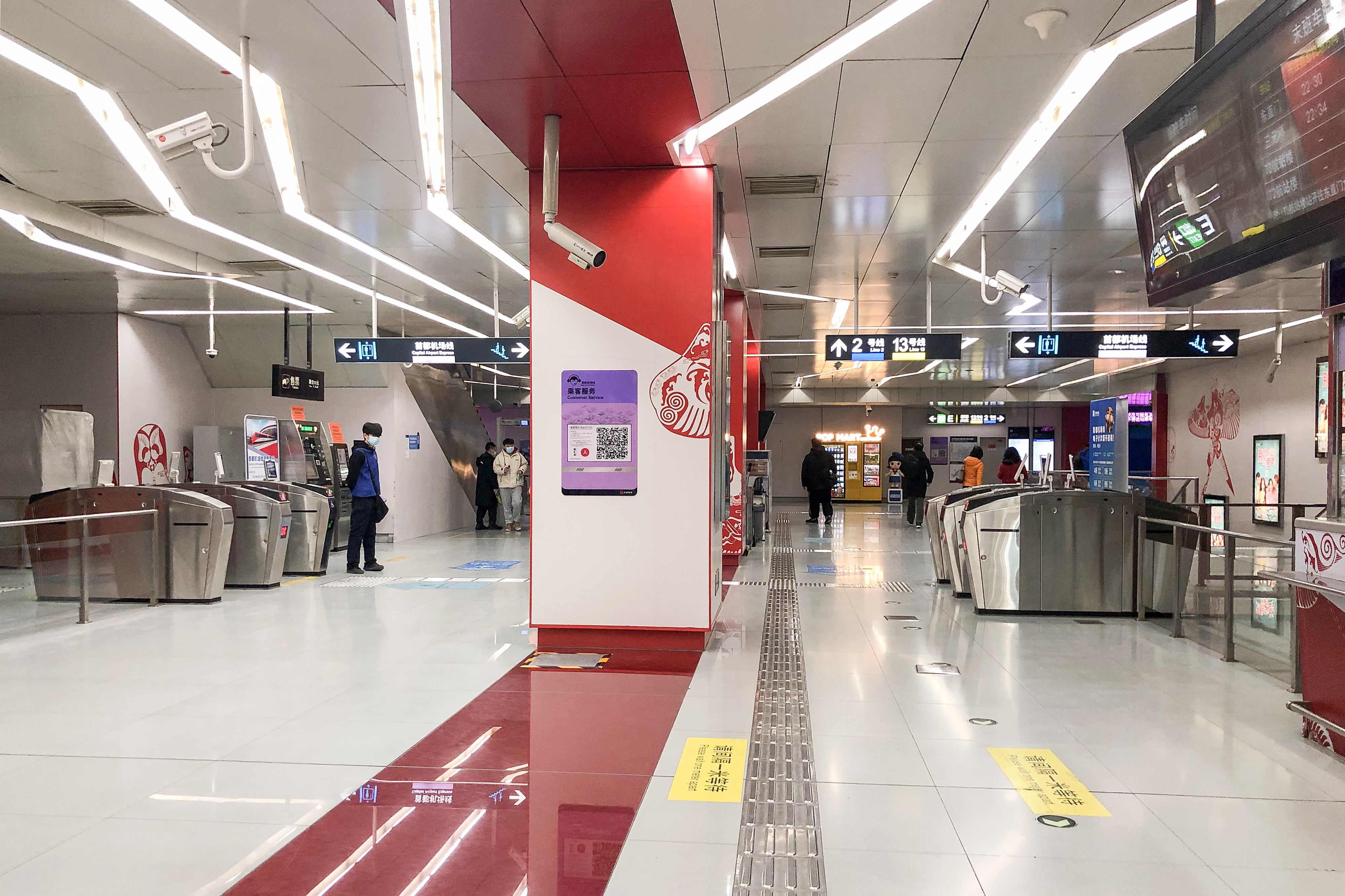
首都机场线东直门站上层站厅（2021年12月摄）
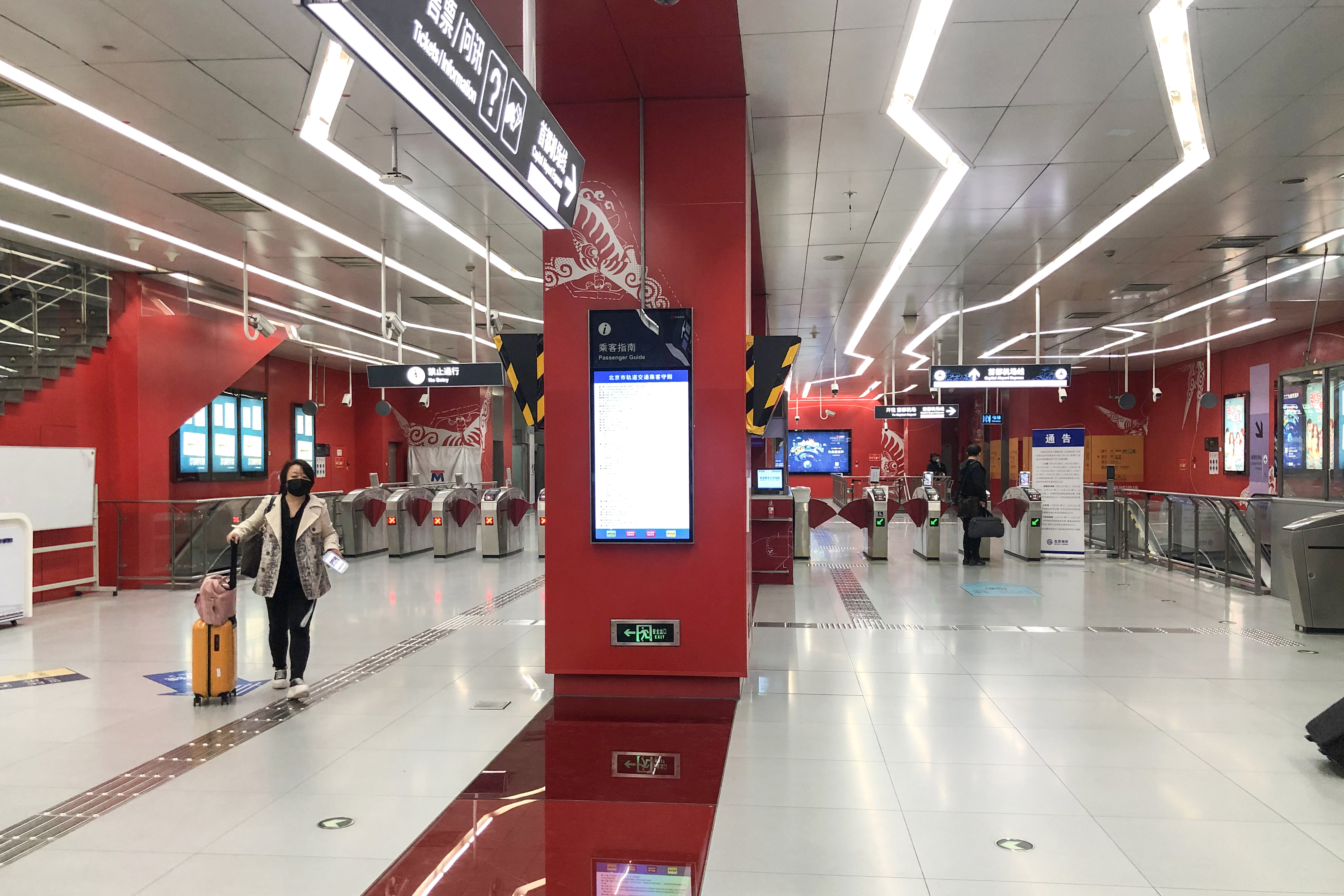
首都机场线东直门站下层站厅（2021年10月摄）
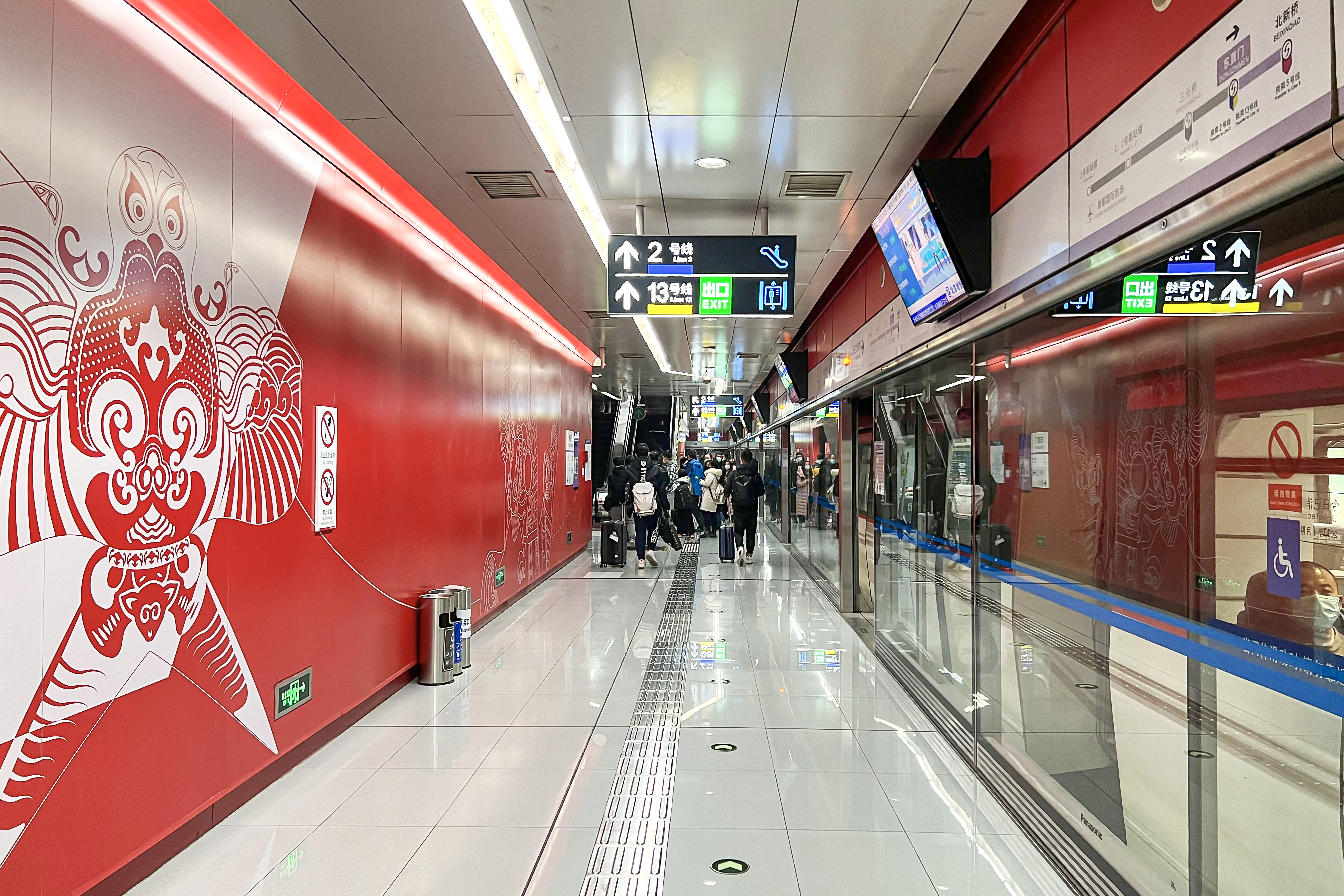
首都机场线东直门站西行站台（2022年1月摄）
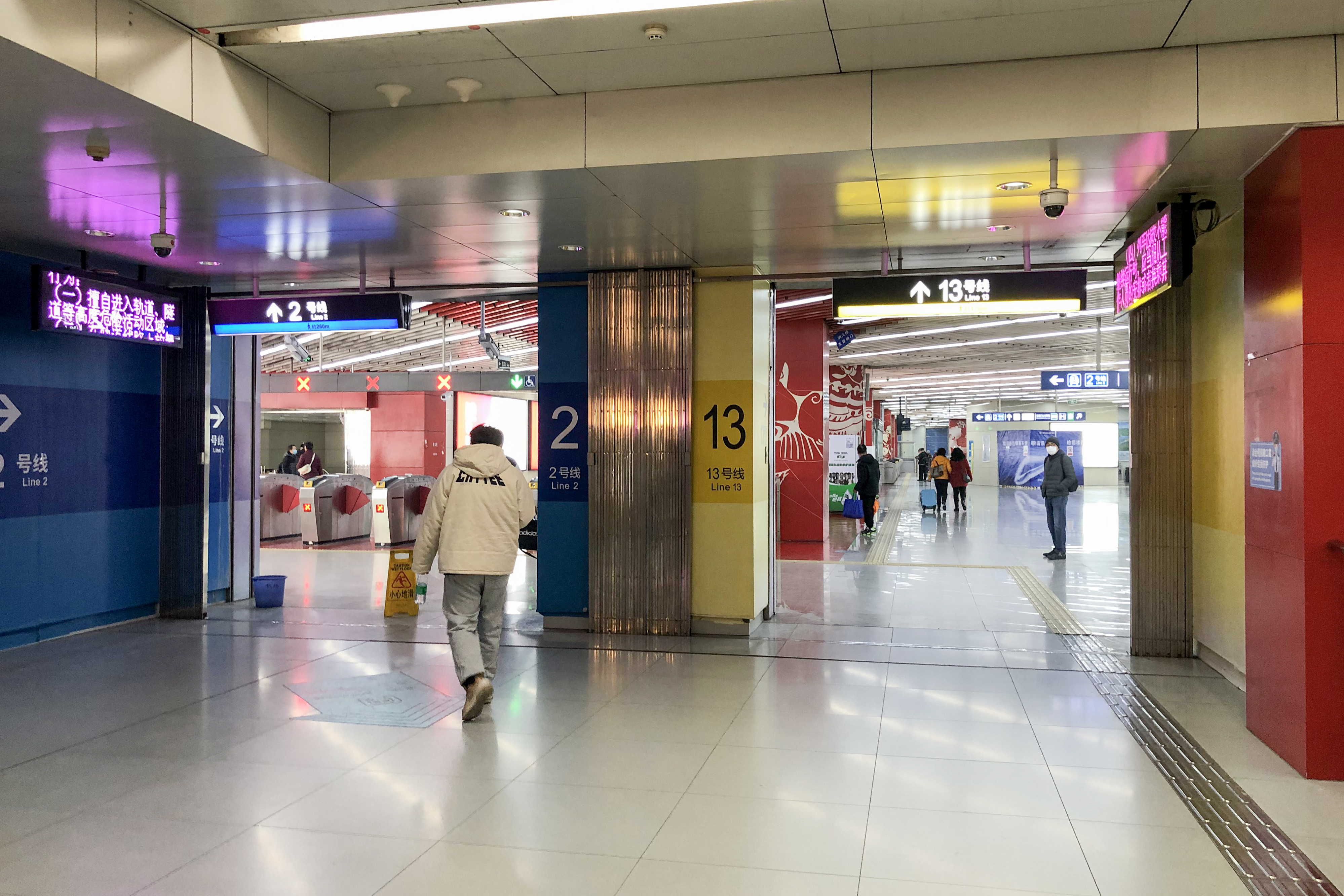
首都机场线上层站厅通往13号线站厅的通道（2021年12月摄）
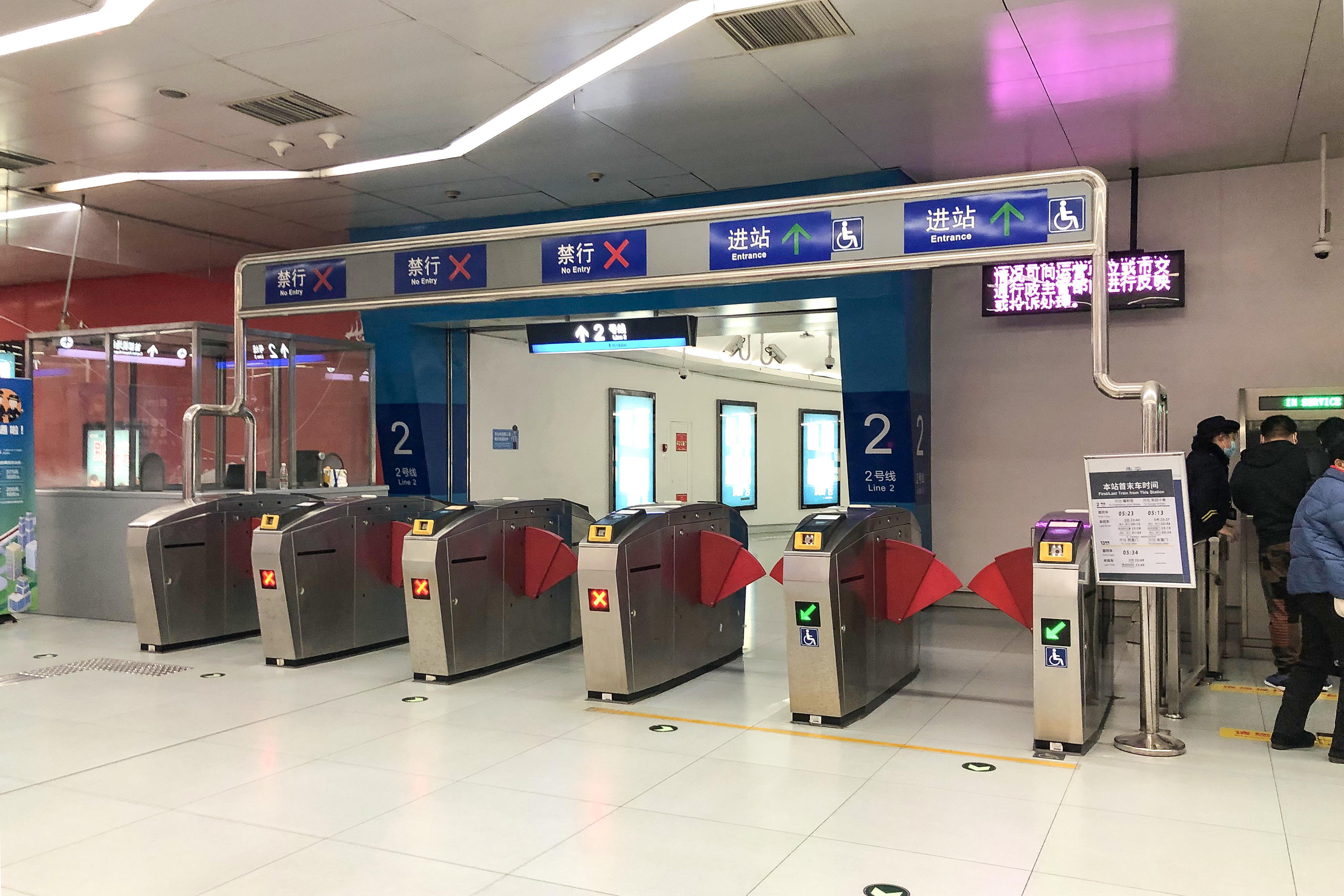
首都机场线下层站厅通往2号线站厅的通道（2021年12月摄）
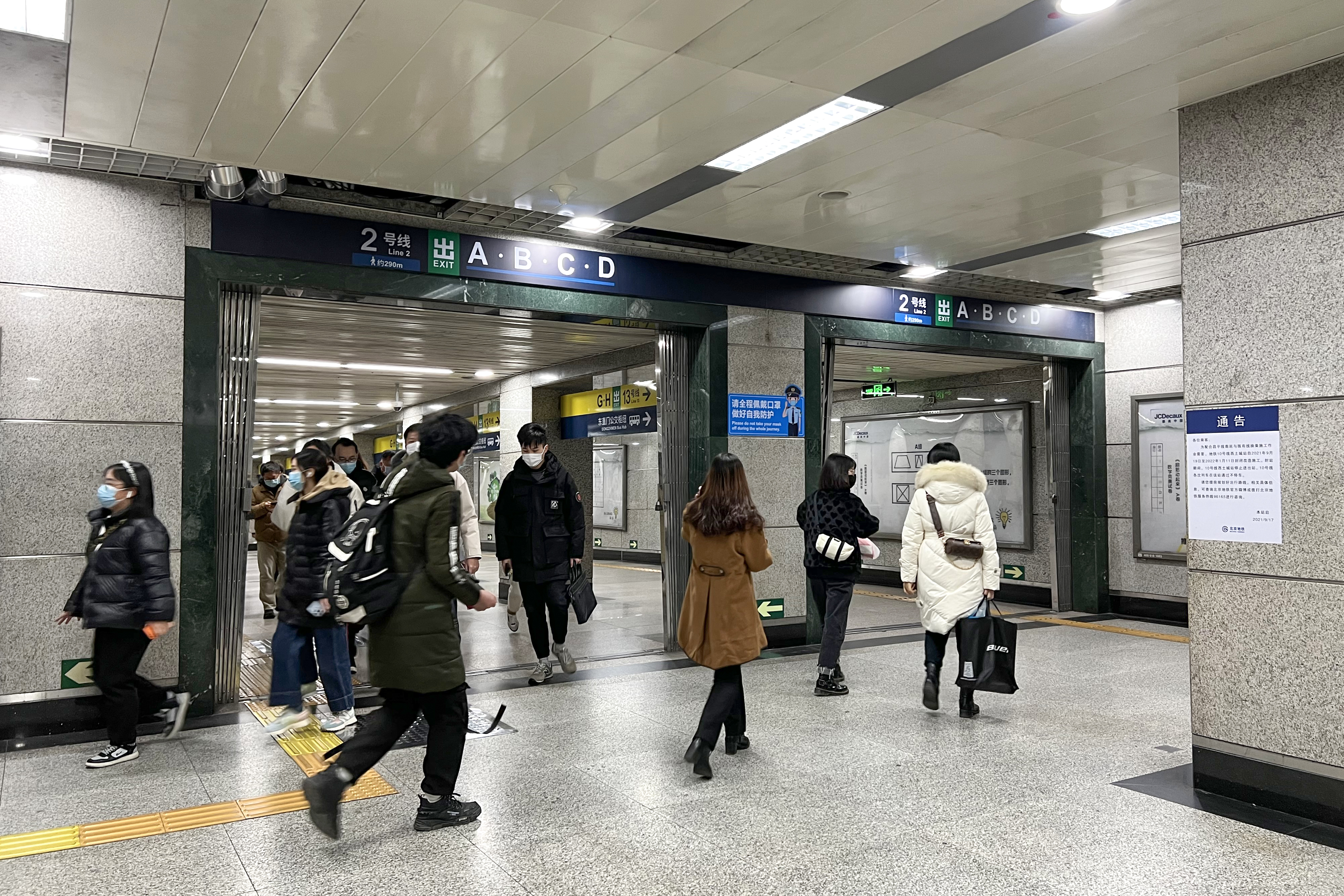
13号线落客站台尽头的2号线换乘口（2021年12月摄）
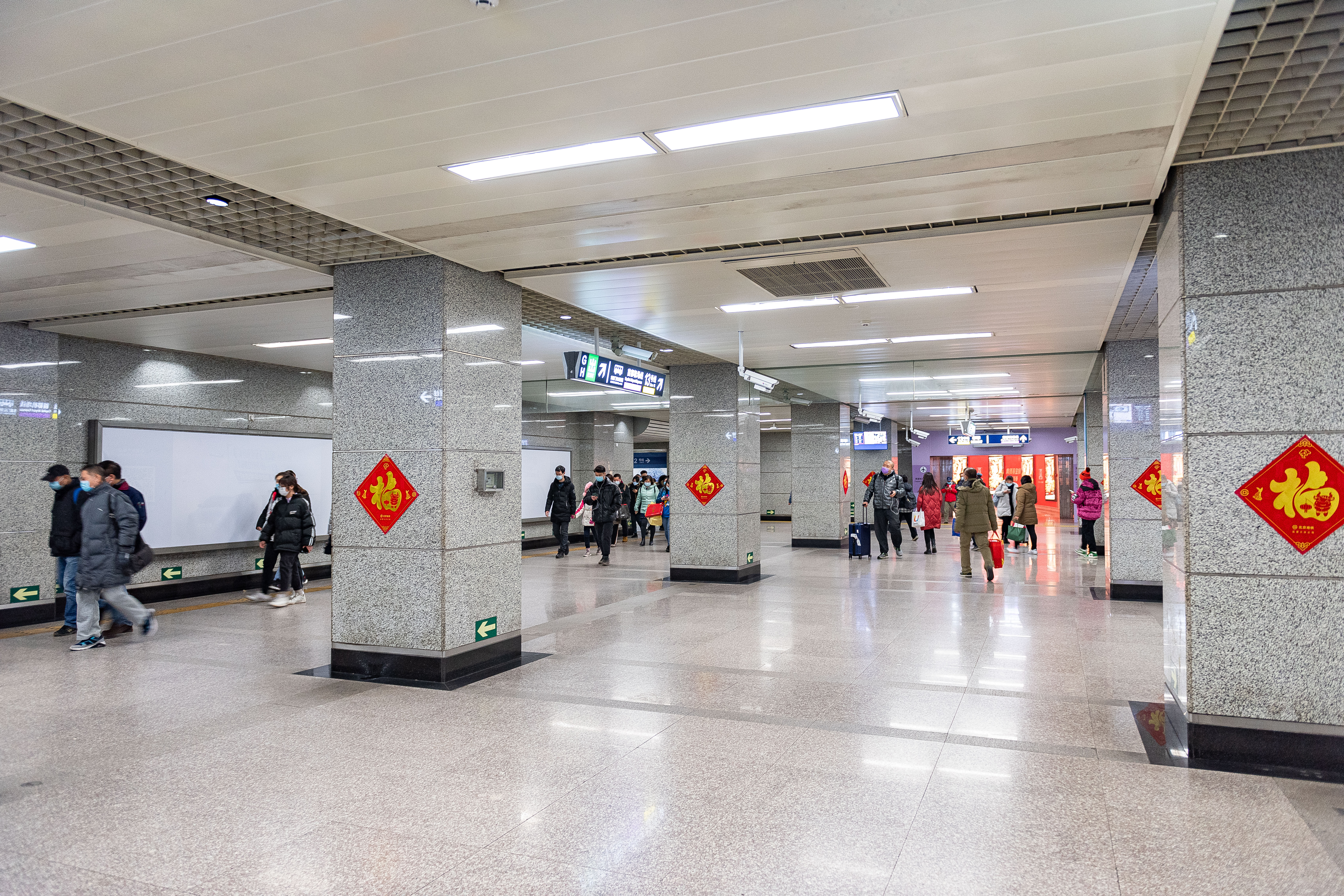
地下二层换乘厅（首都机场线方向）
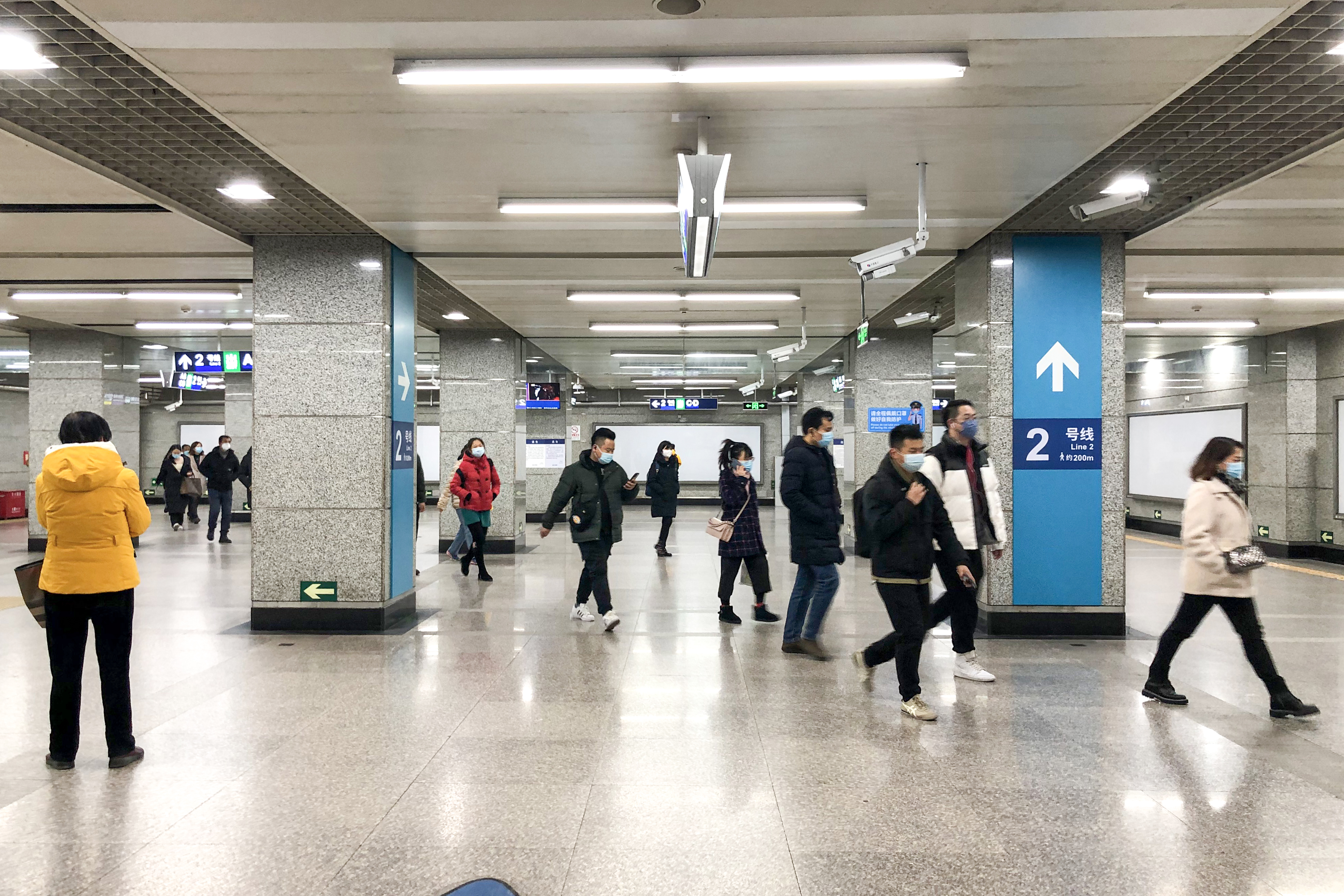
地下二层换乘厅（2号线方向）

## 出口
东直门站共有7个出入口，其中2号线有4个出口：A西北、B东北、C东南、D西南；13号线有2个出口：G北、H东；首都机场线车站则通过E口（以及公共换乘厅H口）与地面相连。C口和D口分别设有通往银座MALL和北京来福士中心的通道，其中位于银座MALL地下的地铁进站口更设有单独的售检票厅。
|                              |                      |                                                        |      |            |
|                              |                      |                                                        |      |            |
|                              |                      |                                                        |      |            |
| 编号                         | 指示                 | 建议前往的目的地                                       | 照片 | 无障碍设施 |
| 连通 2号线站厅               |                      |                                                        |      |            |
| 出口 · A · 轮椅升降台标志    | 东直门内大街（北侧） | 中国华侨历史博物馆                                     |      |            |
| 出口 · B                     | 东直门外大街（北侧） | 东直门公交枢纽站                                       |      | 不適用     |
| 出口 · C                     | 东直门外大街（南侧） | 银座MALL、东方花园酒店                                 |      | 不適用     |
| 出口 · D · 轮椅升降台标志    | 东直门内大街（南侧） | 来福士中心、东直门医院、居然大厦、国华投资大厦         |      |            |
| 连通 首都机场线、 13号线站厅 |                      |                                                        |      |            |
| 出口 · E · 轮椅升降台标志    | 东直门外大街（北侧） | 东方银座、天恒大厦                                     |      |            |
| 出口 · H · 升降机标志        |                      | 东直门交通枢纽公交换乘厅、东直门外大街（北侧）、东二环 |      |            |
| 连通 13号线上客站台          |                      |                                                        |      |            |
| 出口 · G · 轮椅升降台标志    | 东直门北大街（东侧） | 香河园小区                                             |      |            |
| 註： 設有 \| 設有輪椅升降台  |                      |                                                        |      |            |

## 历史
2号线东直门站启用于1984年9月20日，当时为北京地铁二期工程的一站。
2002年10月，与13号线同期建设的东直门综合交通枢纽地下换乘大厅完工，换乘通道则于2003年1月20日完工，2003年1月28日开通13号线东段。
首都机场线车站于2005年6月开工，主体结构于2007年11月完工。
2007年12月13日，因东直门外大街地下过街通道改造，2号线东直门站B（东北）口、C（东南）口封闭，同年12月16日2号线东直门站全面封闭以进行移梯加板改造，2008年1月8日恢复运营，标志着北京地铁1、2号线自动售检票系统土建改造工程移梯加板项目全部完工；东直门站B、C口则继续封闭改造，后因工期调整，直至5月28日才重新开放。
2021年，东直门站H口开始增建垂直电梯，该电梯于2022年启用。2022年，北京首都国际机场股份有限公司就搁置十余年的东直门站城市航站楼展开自助行李托运及配套设备项目招标。
2023年8月，东直门站2号线站厅至站台的两处楼梯、首都机场线地下一层至地下二层楼梯以及E口台阶增建行李坡道。约2024年1月初，东直门站的部分导向标识增加了“东直门城市航站楼”字样。